# 2023年阿尔察赫总统选举
2023年9月9日，阿尔察赫共和国举行了间接总统选举。阿尔察赫国民议会议长代理总统职务直至选举结束产生。唯一的候选人萨姆韦尔·沙赫拉马尼扬在出席的23名议员中以22票对1票的结果成功当选。包括欧洲委员会和欧盟在内的多个国家及超国家组织宣布此次选举非法。

## 背景
在面对抗议活动之际，阿尔察赫总统阿拉伊克·阿鲁秋尼扬于2023年8月29日表示，他正在考虑辞职并计划加入阿尔察赫民兵组织。8月31日，阿鲁秋尼扬与国务部长古尔根·涅尔西相共同宣布辞职。在辞职之前，阿拉伊克·阿鲁秋尼扬在其最后一项命令中任命安全委员会秘书萨姆韦尔·沙赫拉马尼扬为国务部长，并赋予其广泛的权力。随后他于9月1日正式向阿尔察赫国民议会递交了辞呈。

## 候选人
提名阿尔察赫共和国总统候选人的截止日期为2023年9月7日。2023年9月6日据悉，三个反对派的议会派别（正义党、亚美尼亚革命联盟和阿尔察赫民主党）已提名国务部长萨姆韦尔·沙赫拉马尼扬为总统候选人。后来，沙赫拉马尼扬的候选人资格得到了议会最大党派自由祖国-UCA联盟的支持。统一祖国党领导人萨姆韦尔·巴巴扬表示，他将参加国民议会关于总统选举议程的会议，但不会给该候选人投票。他们计划在总统选举当天于首都斯捷潘纳克特特举行示威活动。随后统一祖国党提名其领导人萨姆韦尔·巴巴扬，但由于他未能提供阿尔察赫公民身份证明及过去十年在该国的永久居住记录而遭拒。

### 萨姆韦尔·沙赫拉马尼扬
据多方消息来源称，萨姆韦尔·沙赫拉马尼扬是前阿尔察赫总统巴科·薩哈揚的亲密盟友。在薩哈揚担任总统期间，沙赫拉马尼扬担任阿尔察赫国家安全局局长。

## 选举结果
| 候选人             | 候选人                | 政党               | 票数 | %      |
| ------------------ | --------------------- | ------------------ | ---- | ------ |
|                    | 萨姆韦尔·沙赫拉马尼扬 | 独立候选人         | 22   | 95.65  |
| 反对               | 反对                  | 反对               | 1    | 4.35   |
| 总共               | 总共                  | 总共               | 23   | 100.00 |
|                    |                       |                    |      |        |
| 有效票数           | 有效票数              | 有效票数           | 23   | 100.00 |
| 无效及空白票数     | 无效及空白票数        | 无效及空白票数     | 0    | 0.00   |
| 总票数             | 总票数                | 总票数             | 23   | 100.00 |
| 已登记选民／投票率 | 已登记选民／投票率    | 已登记选民／投票率 | 33   | 69.70  |
| 资料来源：         |                       |                    |      |        |

## 国际反应

### 超国家组织
- 欧洲委员会：欧洲委员会秘书长瑪麗亞·佩奇諾維奇·布里奇在推特上发表声明，指出汉肯德/斯捷潘纳克特所称的“总统选举”完全缺乏法律依据。她进一步强调，关注该地区的人道主义局势以及对国际标准的尊重至关重要。[14][15]
- 欧洲联盟：欧盟发言人纳比拉·马斯拉利发表声明称，欧盟“不承认卡拉巴赫所谓‘总统选举’的宪法和法律框架”。[16]欧盟认为，卡拉巴赫的亚美尼亚人应在一个实际的领导层下团结，该领导层已准备好并渴望与巴库进行以成果为导向的谈判。欧盟承诺将协助推动这一进程。[16][17]
- 伊斯兰合作组织：伊斯兰合作组织（OIC）总秘书处发表声明，谴责此次选举“公然违反国际法”。声明进一步澄清，OIC“不承认这些非法选举，这些选举侵犯了阿塞拜疆的主权和领土完整”。OIC还敦促“联合国和国际社会不要承认此次选举”。[18][19]
- 联合国：秘书长发言人斯特凡·杜加里克在回答关于联合国对此次选举的立场的问题时表示：“我们谨回顾安理会确认阿塞拜疆主权和领土完整的决议。”[20][21][22]

### 国家
- ：阿塞拜疆外交部表示，此次选举“严重违反了阿塞拜疆共和国的宪法、法律以及国际法的准则和原则”。[13][23]
- 保加利亚：保加利亚国民议会议长罗森·热利亚兹科夫在会见阿塞拜疆国民议会议长萨希巴·加法罗娃时表示，他们对卡拉巴赫的“总统选举”感到担忧。此次“选举”与亚美尼亚领导层关于支持阿塞拜疆领土完整的声明相矛盾。[24][25]
- ：格鲁吉亚外交部发表声明，表示“支持阿塞拜疆共和国的主权和领土完整”，并补充说“不承认卡拉巴赫所谓的总统选举”。[26][27]
- 德国：德国外交部在声明中指出，德国不承认卡拉巴赫的独立和选举。他们还补充说，德国承认两国在国际公认边界内的领土完整。[28][29][30]
- 匈牙利：匈牙利外交和对外贸易部发言人马泰·保措洛伊表示，“匈牙利坚决尊重阿塞拜疆的领土完整，因此我们认为所谓的‘纳戈尔诺-卡拉巴赫总统选举’不合法，并敦促尽快和平解决冲突。”[31][32][33]
- ：哈萨克斯坦共和国外交部就纳戈尔诺-卡拉巴赫局势发表官方声明：“针对纳戈尔诺-卡拉巴赫周边地区近期事态，哈萨克斯坦共和国再次重申坚决支持阿塞拜疆共和国在国际公认边界内的主权和领土完整，主张根据《联合国宪章》和国际法基本原则和准则，通过政治和外交手段解决所有问题。”[34][35][36]
- ：2023年9月12日，吉尔吉斯斯坦外交部发表声明“吉尔吉斯共和国再次表示支持阿塞拜疆共和国的主权和领土完整。”[37][38]
- 摩尔多瓦：摩尔多瓦外交部发表声明称，“不承认在纳戈尔诺-卡拉巴赫地区举行的所谓‘总统选举’”，“此次选举违背了国际法的基本准则和原则”。[39]
- 巴基斯坦：巴基斯坦外交部发表声明，称“非法建立的政权”举行的选举“在法律和道义上应受谴责”，“严重违反《联合国宪章》和既定的国际法原则”。[40][41][42]
- 羅馬尼亞：罗马尼亚外交部发表声明称，罗马尼亚“不承认卡拉巴赫地区所谓的‘总统选举’”，“重申全力支持阿塞拜疆在国际公认边界内的主权和领土完整，主张根据国际法原则，通过政治方式解决该地区所有问题”。[43][44]
- 土耳其：土耳其外交部谴责此次选举，称其“公然违反国际法”并侵犯“阿塞拜疆的主权和领土完整”。[45][46]
- 乌克兰：乌克兰外交部发表声明，谴责“9月9日在卡拉巴赫（阿塞拜疆共和国）领土举行的所谓‘总统选举’”。声明还指出，此次选举“违反了国际法准则和原则，其结果无效”。[47][48]
- 美国：美国国务院发言人马修·米勒在2023年9月11日的新闻发布会上表示，“正如我们过去所说的那样，我们不承认纳戈尔诺-卡拉巴赫是一个独立主权国家，因此我们也不承认过去几天宣布的所谓总统选举结果”。[49][50]
- 英国：英国驻阿塞拜疆大使在推特上用阿塞拜疆语发文称，英国“不承认在卡拉巴赫举行的所谓‘总统选举’”。他进一步强调英国支持“阿塞拜疆的主权和领土完整”，并强调“国际法原则和规范的重要性”。[51][52]
- ：乌兹别克斯坦外交部发表声明称，乌兹别克斯坦“支持友好的阿塞拜疆共和国的主权和领土完整”、“谴责任何干涉其内政的行为”、“不承认所谓的总统选举”。[53][54][55]